# Prvenstvo Hrvatske u boćanju 1992.
Prventvo Hrvatske u boćanju za 1992. godinu je osvojio Zrinjevac - Holtikultura iz Zagreba.

## Prva liga

### Jug
| mj. | klub                       | bod. |
| --- | -------------------------- | ---- |
| 1.  | Nada (Split)               | 129  |
| 2.  | Split II (Split)           | 119  |
| 3.  | Orkan (Dugi Rat)           | 112  |
| 4.  | Gorčina (Omiš)             | 106  |
| 5.  | SDK (Split)                | 104  |
| 6.  | Amfora (Makarska)          | 98   |
| 7.  | Hoteli Makarska (Makarska) | 95   |
| 8.  | Cavtat (Cavtat)            | 21   |

### Zapad
| mj. | klub                              | bod. |
| --- | --------------------------------- | ---- |
| 1.  | Zrinjevac – Holtikultura (Zagreb) | 126  |
| 2.  | Rikard Benčić (Rijeka)            | 120  |
| 3.  | Istra (Poreč)                     | 119  |
| 4.  | Pula (Pula)                       | 109  |
| 5.  | PPK – Puris (Pazin)               | 96   |
| 6.  | Mario Gennari (Rijeka)            | 84   |
| 7.  | Zagreb (Zagreb)                   | 78   |
| 8.  | Pazinka (Pazin)                   | 62   |

### Doigravanje
| klub1                | rez.          | klub2                           |
| poluzavršnica        | poluzavršnica | poluzavršnica                   |
| -------------------- | ------------- | ------------------------------- |
| Split II             | 7:7, 4:10     | Zrinjevac – Hortikultura Zagreb |
| Rikard Benčić Rijeka | 10:4, 4:10    | Nada Split                      |
|                      |               |                                 |
| za prvaka            |               |                                 |
| Nada Split           | 6:8, 2:12     | Zrinjevac – Hortikultura Zagreb |

## Druga liga

### Sjever
1. Dubrava (Zagreb)
2. Hajduk (Zagreb)
3. Zrinjevac (Zagreb)
4. Industrogradnja (Zagreb)
5. Siget – Osvit (Zagreb)
6. Novi Zagreb (Zagreb)
7. Dugave (Zagreb)
8. Luka (Zagreb)

### Srednja Dalmacija
1. Slobodna plovidba (Šibenik)
2. Brodosplit (Split)
3. Zdravstvo (Split)
4. Naklice (Naklice)
5. Omial (Omiš)
6. Elektrodalmacija (Split)
7. Elektrocetina Omiš)
8. Gradina (Cista Velika)

### Zapad
1. Drenova (Rijeka)
2. Lučki radnik (Rijeka)
3. Vežica (Rijeka)
4. Teskocar (Rijeka)
5. Turnić (Rijeka)
6. Trsat (Rijeka)
7. Vodnjan (Vodnjan)
8. Srdoči (Rijeka)